# Практическая магия 2
«Практическая магия 2» (англ. Practical Magic 2) — будущий американский художественный фильм в жанре романтического фэнтези режиссёра Сюзанны Бир по сценарию Акивы Голдсмана, продолжение фильма «Практическая магия» 1998 года. Сюжет основан на романе Элис Хоффман «Книга Магии» (2021), являющемся продолжением оригинальной истории. Главные роли исполняют Сандра Буллок, Николь Кидман, Стокард Чэннинг и Дайан Уист, которые повторят свои роли из первого фильма. Среди новых актёров значатся Джоуи Кинг, Шоло Маридуэнья, Мэйси Уильямс и Ли Пейс.
Премьера фильма запланирована на 18 сентября 2026 года.

## Сюжет
Подробности сюжета держатся в тайне, но известно, что Стокард Чэннинг и Дайан Уист вновь вернутся к своим ролям тети Джет и тети Фрэнни, эксцентричных и мудрых матрон, которые взяли к себе сестёр-ведьм Салли (Сандра Буллок) и Джиллиан Оуэнс (Николь Кидман) после смерти их родителей и научили их всему, что они знают о магии, озорстве и самостоятельности.

## В ролях
- Сандра Буллок — Салли Оуэнс
- Николь Кидман — Джиллиан Оуэнс
- Стокард Ченнинг — Фрэнсис Оуэнс
- Дайанн Вист — Бриджит «Джет» Оуэнс
- Джоуи Кинг — Кайли Оуэнс
- Шоло Маридуэна
- Мэйси Уильямс
- Ли Пейс
- Солли Маклеод

## Производство
10 июня 2024 года студия Warner Bros. Pictures объявила, что в разработке находится продолжение фильма 1998 года «Практическая магия», сценарий к которому написал Акива Голдсман. Сандра Буллок и Николь Кидман вели переговоры о том, чтобы вернуться к своим ролям и спродюсировать фильм с Дениз Ди Нови. 13 июня 2024 года Кидман подтвердила, что она вернётся вместе с Буллок.
В июле Ди Нови заявил, что сиквел основан на продолжении романа «Книга магии», также написанного Элис Хоффман. Ди Нови также заявил, что команда надеется снять фильм в 2025 году. В январе 2025 года Сюзанна Бир вела переговоры о том, чтобы стать режиссёром фильма. Бир была утверждена в мае 2025 года, а Джоуи Кинг вела переговоры о том, чтобы присоединиться к фильму. В июле Кинг получила роль в фильме вместе с Шоло Маридуэной, Мэйси Уильямс, Ли Пейсом и Солли Маклаудом.
Съёмки фильма начались в июле 2025 года на студии Warner Bros. Studios Leavesden в Англии.
Премьера фильма запланирована на 18 сентября 2026 года.